# Pero obtusaria
Pero obtusaria är en fjärilsart som beskrevs av Louis Beethoven Prout 1928. Pero obtusaria ingår i släktet Pero och familjen mätare. Inga underarter finns listade i Catalogue of Life.